# مارگارت باربیدج
مارگارت باربیدج (انگلیسی: Margaret Burbidge؛ زادهٔ ۱۲ اوت ۱۹۱۹ – درگذشته ۵ آوریل ۲۰۲۰) یک اخترشناس، اخترفیزیکشناس و استادان دانشگاه اهل بریتانیا بود. وی عضویت انجمن سلطنتی، فرهنگستان ملی دانش آمریکا و فرهنگستان هنر و دانش آمریکا را دارد.
وی همچنین برنده جوایزی همچون نشان ملی علوم شده‌است.